# Ann-Marie Westerberg
Ann-Marie "Ammie" Westerberg, född 15 april 1955 i Täby, är en svensk tidigare landslagsspelare i handboll.

## Klubbkarriär
Under alla sina spelår i eliten representerade Ann-Marie Westerberg Stockholmspolisens IF. Det var en av Sveriges bästa klubbar och hon vann flera SM-guld med klubben under åren från 1974.

## Landslagskarriär
Ann-Marie Westerberg spelade 15 ungdomslandskamper med 42 gjorda mål. Debuten skedde i U18-laget den 17 mars 1973 mot Norge och sista matchen den 4 april 1976 mot Danmark. Hon spelade sedan 62 A-landskamper, med 154 gjorda mål, mellan 1973 och 1981. Enligt den gamla statistiken blev det bara 60 landskamper. I hennes 62 landskamper ingår två mot Polen B och en mot Polen U vilka kanske inte var officiella landskamper. Hon debuterade den 16 november 1973 mot Island i Riihimäki, Finland. Sista landskampen spelade hon mot Ungern den 17 februari 1981. Sverige tillhörde inte världseliten och Westerberg har inte spelat i någon mästerskapsturnering.